# کوی پتکوک دشتکوه
کوی پتکوک دشتکوه، روستایی از توابع بخش ایرندگان شهرستان خاش در استان سیستان و بلوچستان ایران است.

## جمعیت
این روستا در دهستان کهنوک قرار دارد و براساس سرشماری مرکز آمار ایران در سال ۱۳۸۵، جمعیت آن ۱۶ نفر (۴خانوار) بوده‌است.